# Konrad Juszczyszyn
Konrad Juszczyszyn (* 28. November 1993) ist ein polnischer Poolbillard- und Snookerspieler.

## Karriere
Konrad Juszczyszyn begann im Jahr 2000 mit dem Billardspielen. Im Dezember 2012 gewann er mit dem dritten Platz im 14/1 endlos seine erste Medaille bei der polnischen Meisterschaft der Herren. Im Mai 2014 wurde er Neunter beim 9-Ball-Wettbewerb des Deurne City Classic. Bei den German Open 2015 gelang ihm erstmals der Einzug in die Finalrunde eines Euro-Tour-Turniers. Nach Siegen gegen Konstantin Stepanow, Albin Ouschan und Karl Boyes erreichte er schließlich das Finale, in dem er dem Finnen Petri Makkonen mit 3:9 unterlag. Bei den Dutch Open 2015 erreichte er das Achtelfinale. Im Dezember 2015 wurde Juszczyszyn durch einen 9:6-Sieg im Finale gegen Konrad Piekarski polnischer Meister im 9-Ball.
Bei den Austrian Open 2016 schaffte er es zum dritten Mal ins Achtelfinale eines Euro-Tour-Turniers und verlor dort gegen den Deutschen Sebastian Staab. Im August 2016 nahm Juszczyszyn erstmals an der 9-Ball-Weltmeisterschaft teil. Nach einer 3:9-Auftaktnierlage gegen Nikos Ekonomopoulos besiegte er den Iraker Karar Abdulwahed mit 9:5. Im entscheidenden dritten Vorrundenspiel unterlag er dem Saudi-Araber Abdul Rahman al-Amar knapp mit 8:9 und schied somit aus. Wenige Tage später erreichte er bei den Albanian Open das Viertelfinale. Im Oktober 2016 gewann er im Finale gegen Cheng Yu-hsuan das Gotham City Pro Classic. Im November erreichte er bei den Kuwait Open die Runde der letzten 64 und bei den Treviso Open das Viertelfinale, das er mit 7:9 gegen den späteren Turniersieger David Alcaide verlor. Bei der polnischen Meisterschaft 2016 gelang ihm im 9-Ball durch einen 9:4-Finalsieg gegen Wojciech Sroczyński die Titelverteidigung.
Im Februar 2017 erreichte Juszczyszyn das Viertelfinale der Italian Open. Wenig später nahm er erstmals an der Europameisterschaft teil. Nachdem er beim 14/1-endlos-Wettbewerb die Runde der letzten 32 erreicht hatte, schied er im 10-Ball in der Runde der letzten 64 aus und im 8-Ball in der Vorrunde. Beim abschließenden 9-Ball-Wettbewerb zog er ins Halbfinale ein und unterlag dem späteren Europameister Ruslan Tschinachow mit 9:11. Bei den im Anschluss an die EM ausgetragenen Portugal Open 2017 schied er in der Runde der letzten 32 gegen den späteren Sieger Nick van den Berg aus.
Mit der polnischen Nationalmannschaft wurde er 2017 EM-Dritter.

## Erfolge
- Polnischer 9-Ball-Meister: 2015, 2016
- Gotham City Pro Classic: 2016
- Polnischer Snooker-Meister: 2021